# 豊川町 (豊川市)
豊川町（とよかわちょう）は、愛知県豊川市の町名。

## 地理
豊川市南東部に位置する。町域はJR飯田線の沿線から東側に広がる小字区域と、門前町などを挟んで西側にある豊川稲荷（円福山豊川閣妙厳寺）境内で占める1番地の2か所に分かれている。

### 字一覧
出典 : 
- 伊呂通（いろどおり）
- 波通（はどおり）
- 仁保通（にほどおり）
- 辺通（へどおり）
- 止通（とどおり）
- 知通（ちどおり）
- 利通（りどおり）
- 奴通（ぬどおり）
- 留通（るどおり）
- 遠通（おどおり）

いろは順の「い」～「を」に相当する。豊川市発足時点では「わ」（和通）～「し」（之通）まで存在していたが（ただし、現代において発音が同じになる「い」と「ゐ」、「え」と「ゑ」、「お」と「を」は別々ではなく、1つという扱い）、町名変更により廃止されている。

### 豊川市発足時点の字一覧
- 伊呂通（いろどおり）ゐ→い
- 波通（はどおり）
- 仁保通（にほどおり）
- 辺通（へどおり）
- 止通（とどおり）
- 知通（ちどおり）
- 利通（りどおり）
- 奴通（ぬどおり）
- 留通（るどおり）
- 遠通（おどおり）を→お
- 和通（わどおり）
- 加通（かどおり）
- 与通（よどおり）
- 太通（たどおり）
- 礼通（れどおり）
- 曽通（そどおり）
- 門通（もどおり）※「つどおり」とは読まない。
- 祢通（ねどおり）
- 奈通（などおり）
- 良通（らどおり）
- 武通（むどおり）ん→む
- 宇通（うどおり）
- [伊呂通（いろどおり）ゐ→い]
- 乃通（のどおり）
- [遠通（おどおり）を→お]
- 久通（くどおり）
- 也通（やどおり）
- 末通（まどおり）
- 計通（けどおり）
- 不古通（ふこどおり）
- 江通（えどおり）ゑ→え
- 天通（てどおり）
- 安通（あどおり）
- 佐通（さどおり）
- 畿通（きどおり）
- 油通（ゆどおり）
- 女通（めどおり）
- 美通（みどおり）
- 之通（しどおり）

## 歴史
宝飯郡豊川村を前身とする。

### 町名の由来
かつて当地および現在の篠束、牛久保付近を豊川（河川）が流れていたことによるとされる。

### 沿革
- 1889年（明治22年）10月1日 - 町村制施行・合併に伴い、宝飯郡豊川村大字豊川となる[3]。
- 1893年（明治26年）3月13日 - 町制施行に伴い、豊川町大字豊川となる[3]。
- 1943年（昭和18年）6月1日 - 合併・市制施行に伴い、豊川市大字豊川となる[3]。
- 1944年（昭和19年）9月19日[4] - 豊川町に改称[3]。
- 1960年（昭和35年）2月21日 - 豊川地区土地区画整理事業の換地処分に伴い、一部より以下の町名が成立[5]。
  - 佐土町・美幸町・白雲町・曙町・小桜町・末広通・豊栄町・稲荷通・東光町・東新町・東桜木町・桜木通・緑町・桜ケ丘町・西桜木町・開運通・若鳩町・金屋元町・若宮町・駅前通・中央通・北浦町
- 1973年（昭和48年）7月1日 - 一部が穂ノ原となる[6]。
- 1977年（昭和52年）9月1日 - 一部が豊川西町・豊川仲町・西本町・豊川栄町・豊川元町・門前町・旭町・幸町・東豊町・西豊町となり、妙厳寺境内部分が字なし区域（1番地）となる[3][7]。
- 1987年（昭和62年）
  - 8月1日 - 一部が金屋西町となる[8]。
  - 10月10日 - 一部が豊が丘町・本野ケ原・大堀町・東曙町・新豊町となる[7]。
- 2000年（平成12年）10月2日 - 一部が東名町・光陽町・天神町となる[7]。

## 世帯数と人口
2019年（平成31年）3月31日現在の世帯数と人口は以下の通りである。
| 町丁   | 世帯数  | 人口    |
| ------ | ------- | ------- |
| 豊川町 | 839世帯 | 1,982人 |

### 人口の変遷
国勢調査による人口の推移
| 1995年（平成7年）  | 3,605人 | [ WEB 6 ]  |  |
| 2000年（平成12年） | 3,502人 | [ WEB 7 ]  |  |
| 2005年（平成17年） | 1,450人 | [ WEB 8 ]  |  |
| 2010年（平成22年） | 1,539人 | [ WEB 9 ]  |  |
| 2015年（平成27年） | 1,745人 | [ WEB 10 ] |  |

## 学区
市立小・中学校に通う場合、学区は以下の通りとなる。また、公立高等学校に通う場合、学区は以下の通りとなる。
| 区域 | 小学校             | 中学校             | 高等学校 |
| --- | ------------------ | ------------------ | -------- |
| 伊呂通、波通、仁保通、辺通、知通 利通（市道奴通利通線以南） 奴通12番地1〜3、奴通13番地1〜3 奴通15番地2〜3、奴通16番地2〜3 奴通17番地2〜5 止通（豊小学校区域を除く） | 豊川市立豊川小学校 | 豊川市立東部中学校 | 三河学区 |
| 留通、遠通 利通（市道奴通利通線以北） 奴通（豊川小学校区域を除く） 止通1番地〜16番地1 止通17番地3〜20番地3 止通22番地3〜24番地3、止通25番地3                        | 豊川市立豊小学校   | 豊川市立東部中学校 | 三河学区 |

## 施設
- 豊川稲荷（豊川閣妙厳寺）
- 豊川商工会
- 駅東電車通公園
- 三明公園(近隣公園)

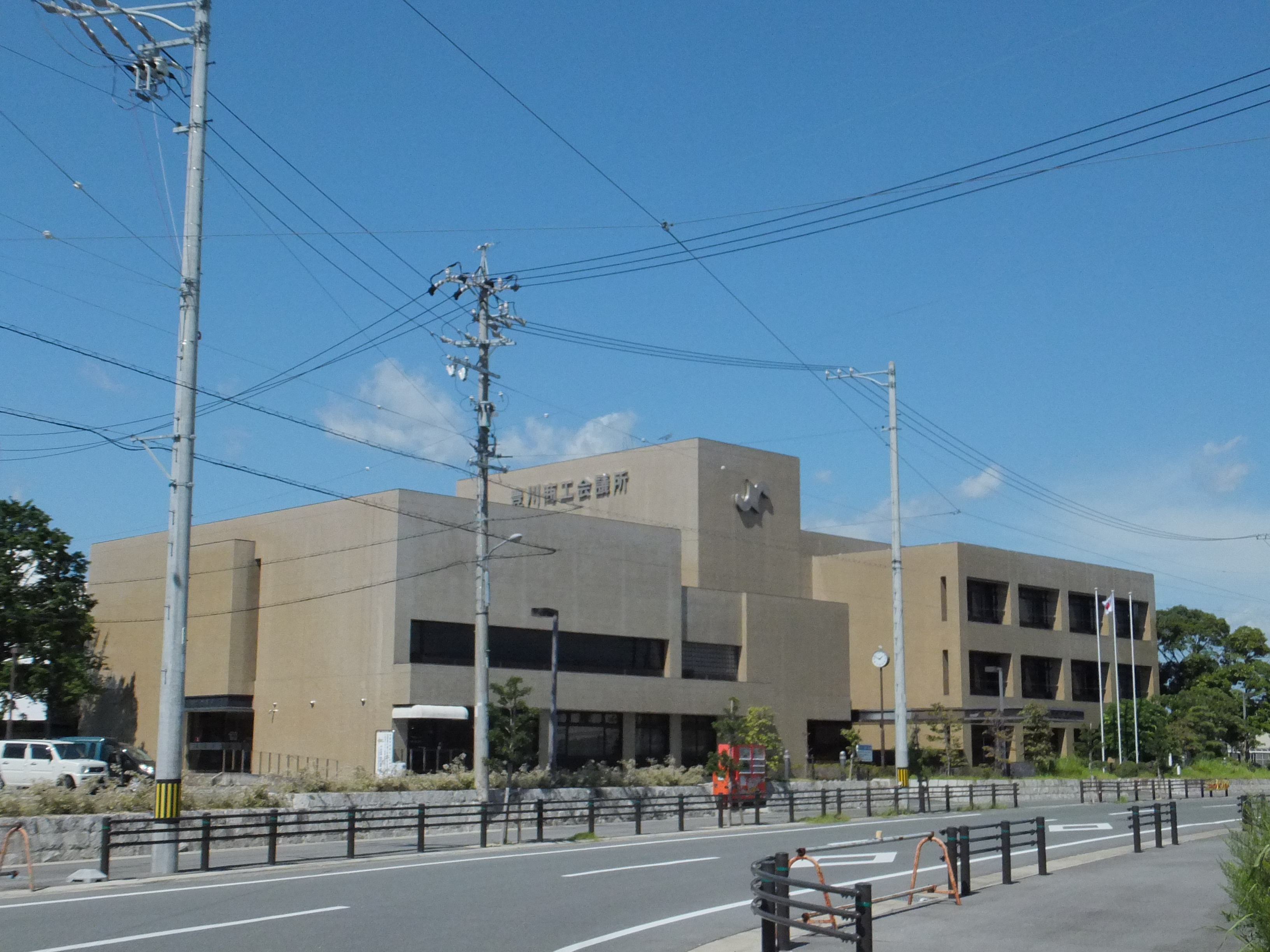
豊川商工会議所
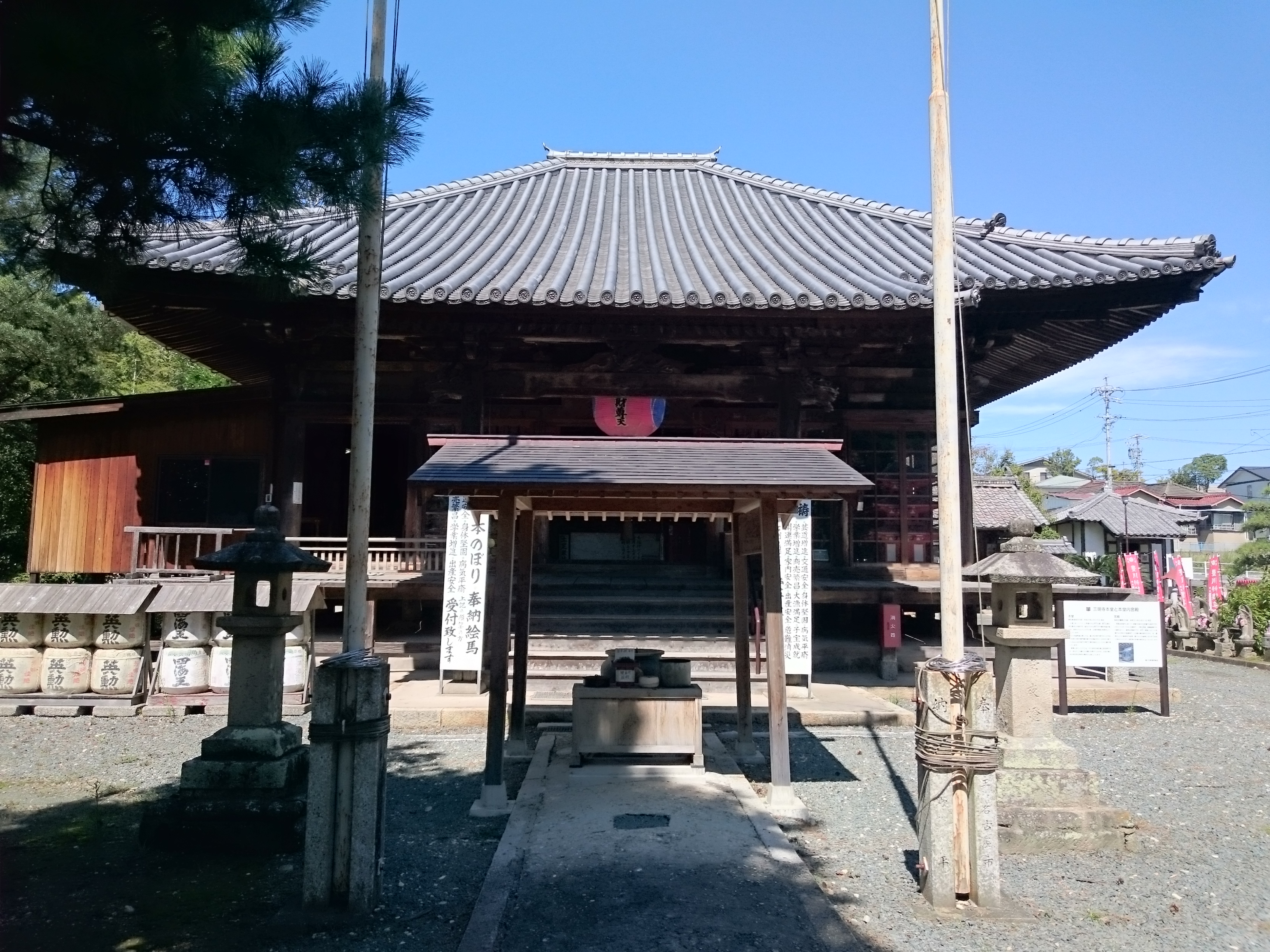
三明寺

## 交通

### 鉄道
- JR飯田線 豊川駅
- 名鉄豊川線 豊川稲荷駅

### 道路
- 愛知県道5号国府馬場線（姫街道）
- 愛知県道31号東三河環状線

## その他

### 日本郵便
- 郵便番号 : 442-0033[WEB 3]（集配局：豊川郵便局[WEB 13]）。

### WEB
1. ↑  “愛知県豊川市の町丁・字一覧”.   人口統計ラボ. 2019年7月13日閲覧。
2. 1 2  “大字別住民登録人口 - 平成31年3月末日現在” (PDF).   豊川市 (2019年4月25日). 2019年7月13日閲覧。
3. 1 2  “豊川町の郵便番号”.  日本郵便. 2019年6月24日閲覧。
4. ↑  “市外局番の一覧”.   総務省. 2019年6月24日閲覧。
5. ↑  “愛知県豊川市豊川町 - Yahoo!地図”. 2019年4月26日閲覧。
6. ↑  “平成7年国勢調査の調査結果(e-Stat) - 男女別人口及び世帯数 －町丁・字等”.   総務省統計局 (2014年3月28日). 2019年3月23日閲覧。
7. ↑  “平成12年国勢調査の調査結果(e-Stat) - 男女別人口及び世帯数 －町丁・字等”.   総務省統計局 (2014年5月30日). 2019年3月23日閲覧。
8. ↑  “平成17年国勢調査の調査結果(e-Stat) - 男女別人口及び世帯数 －町丁・字等”.   総務省統計局 (2014年6月27日). 2019年3月23日閲覧。
9. ↑  “平成22年国勢調査の調査結果(e-Stat) - 男女別人口及び世帯数 －町丁・字等”.   総務省統計局 (2012年1月20日). 2019年3月23日閲覧。
10. ↑  “平成27年国勢調査の調査結果(e-Stat) - 男女別人口及び世帯数 －町丁・字等”.   総務省統計局 (2017年1月27日). 2019年3月23日閲覧。
11. ↑  “豊川市立小・中学校の通学区域一覧” (PDF).   豊川市 (2012年7月1日). 2019年7月13日閲覧。
12. ↑  “平成29年度以降の愛知県公立高等学校（全日制課程）入学者選抜における通学区域並びに群及びグループ分け案について”.   愛知県教育委員会 (2015年2月16日). 2019年1月14日閲覧。
13. ↑  “郵便番号簿 2018年度版” (PDF).   日本郵便. 2019年6月10日閲覧。

### 文献
1. ↑  新編豊川市史編集委員会 2002, p. 1099.
2. ↑  「角川日本地名大辞典」編纂委員会 1989, pp. 906–907.
3. 1 2 3 4 5  「角川日本地名大辞典」編纂委員会 1989, p. 908.
4. ↑  新編豊川市史編集委員会 2003, p. 1108.
5. ↑  新編豊川市史編集委員会 2002, p. 1097-1099.
6. ↑  新編豊川市史編集委員会 2002, p. 1091.
7. 1 2 3  新編豊川市史編集委員会 2002, p. 1098.
8. ↑  新編豊川市史編集委員会 2002, p. 1097.